# Sandžak (Donji Vakuf)
Sandžak es un pueblo de la municipalidad de Donji Vakuf, en el cantón de Bosnia Central, Bosnia y Herzegovina.

## Superficie
Posee una superficie de 4,14 kilómetros cuadrados.

## Demografía
Hasta 2013 la población era de 33 habitantes, con una densidad de población de 8 habitantes por kilómetro cuadrado.